# EDoklady
eDoklady jsou mobilní aplikace Digitální a informační agentury, která umožňuje prokazování se digitálním stejnopisem průkazu českým občanům a jejich ověřování, pro které byla vyvinuta i webová aplikace Čtečka ověřovatele a příbuzná webová aplikace Správa ověřovatelů. Aplikace s předstihem implementuje Evropskou peněženku digitální identity (EDIW, European Digital Identity Wallet) v rámci eIDAS (Elektronická identifikace a důvěryhodné služby). Vyžaduje alespoň Android 10 nebo nebo iOS 15, funguje i na LineageOS.
Prvním zpřístupněným dokladem pro prokazování se aplikací eDoklady je občanský průkaz (proto je aplikace někdy nesprávně označována jako eObčanka, ale nejedná se o elektronický občanský průkaz), postupně by však měly přibývat další doklady. Používání aplikace je nepovinné a aplikace nenahrazuje stávající fyzické doklady.

## Spuštění aplikace
K prvnímu neveřejnému vydání aplikace na Google Play eDoklady došlo 13. listopadu 2023.
Generální spuštění aplikace bylo původně plánováno na 1. leden 2024, vzhledem k legislativnímu procesu byl start odložen nejprve na 15. ledna 2024. K prvnímu vydání aplikace v Google Play a App Store pro veřejnost však došlo až 19. ledna 2024. Změna zákona vstoupila v platnost dne 20. ledna 2024. Od tohoto data jsou tedy přijímány digitální doklady tzv. ústředními správními úřady (např. ministerstva, Český úřad zeměměřický a katastrální, Český statistický úřad atd.). Od července 2024 vznikne povinnost přijímat eDoklady např. policii ČR, obcím s rozšířenou působností nebo finančním úřadům. Třetí fáze by měla nastat od začátku roku 2025, kdy by měly být elektronické stejnopisy dokladů uznávány mj. v bankách, školách či na okrskových volebních komisích. Ověřovatelé však mohou začít eDoklady uznávat i dříve, než jim tato povinnost vznikne zákonem, např. policie je plánuje v terénu uznávat od dubna 2024. V roce 2026 by mělo dojít ke sjednocení s tzv. Evropskou peněženkou digitální identity (EDIW).
Samotné spuštění aplikace doprovázely problémy s registrací a přihlašování uživatelů od pátečního večera dne 19. ledna, kdy byla aplikace spuštěna, a to kvůli přetížení infrastruktury Národního bodu pro identifikaci a autentizaci (NIA), na které funguje Identita občana a přihlašování se do aplikace eDoklady. Problémy přetrvávaly po celý první víkend po spuštění, i přesto si aplikaci během této doby stáhlo přes 100 tisíc uživatelů.

## Legislativa
eDoklady jsou upraveny zákonem č. 1/2024 Sb. (kterým se mění zákon č. 12/2020 Sb., o právu na digitální služby a o změně některých zákonů, ve znění pozdějších předpisů, a další související zákony), který byl schválen ve třetím čtení Poslaneckou sněmovnou PČR dne 29. listopadu 2023. Senátem novela prošla 20. prosince 2023, podpořilo ji 66 senátorů ze 74 přítomných. 22. prosince 2023 byl zákon podepsán prezidentem republiky. Ke zveřejnění ve sbírce zákonů došlo 5. ledna 2024. 15 dnů po zveřejnění, tedy 20. ledna 2024 vstoupila novela v účinnost (některé body novely vstoupily v účinnost dne 1. února 2024).

## Kritika
Původně se osobní data neměla aplikací sbírat ani posílat do zahraničí, ale přesto se sbírala a do zahraničí posílala. Pár dní po kritice byla aplikace opravena.